# JT저축은행
JT저축은행은 2006년 12월 설립된 예아름저축은행이 전신이다. 예아름저축은행은 좋은상호저축은행, 대운상호저축은행 및 홍익상호저축은행의 자산과 부채를 계약이전 받았다. 2008년 4월 한국스탠다드차타드은행이 인수하여 SC상호저축은행으로 사명을 변경하였다. 2015년 1월 일본계인 J트러스트가 인수하여 JT저축은행으로 사명을 변경하였다.

## 영업점
- 본점영업점: 경기도 성남시 분당구 황새울로 324, 2층
- 광주지점: 광주광역시 동구 금남로 172